# 1. Klavierkonzert (Bartók)
Das 1. Klavierkonzert, Sz. 83, BB 91, ist ein 1926 entstandenes Werk für Klavier und Orchester des ungarischen Komponisten Béla Bartók.

## Entstehung
Bartók schrieb das Stück als letztes des Jahres 1926, in dem er eine große Produktivität aufwies, und uraufführte es am 1. Juli 1927 in Frankfurt mit dem ISCM Festival Orchestra unter Wilhelm Furtwängler. Dies geschah beim fünften Festival der Internationalen Gesellschaft für Neue Musik. Mit diesem Werk kündigt sein Schöpfer eine Hinwendung zu den „klassischen“ Formen an.

## Zur Musik
Bei der Komposition griff Bartók zwar auf die im 19. Jahrhundert reich entwickelte Form des Konzerts zurück, vermied allerdings jegliche Verknüpfung mit dem Stil und der Ästhetik des romantischen Klavierkonzerts. Das Konzert erinnert in der ästhetischen Haltung eher an Ludwig van Beethovens Werke, worauf die scharf umrissenen, einfachen, dabei aber auch dynamischen Themen sowie die Energie, verbunden mit einer präzisen und starken Konstruktion, hinweisen. Die Rhythmik stellt das hervorstechendste Element dar, wie dies auch schon in der Sonate der Fall war.

### Allegro moderato
Der erste Satz beginnt mit der Repetition eines Klangs, aus der dann viele melodische Motive herausbrechen. Der Bassklang des Klaviers begleitet hartnäckige Paukenschläge und die Blechblasinstrumente Con sordino. Darüber ertönt mit der Zeit die einfache Melodie der Einleitung, die von Holzbläsern gespielt wird. Schließlich tritt das Hauptthema in veränderter Diatonik und in Oktaven gespielt aus den schlagzeugartig gespielten Anschlägen des Klaviers hervor. Der erste Abschnitt stellt allerdings nur die Wiederholung eines Tons dar und es treten sehr einfache melodische Motive auf. Auch die weitere Entwicklung dieses Themas wird von der Rhythmik gestaltet. Das charakterlich derbe, scherzhafte Seitenthema stellt sich mit einem einfachen Rhythmus dagegen. Am Schluss der Exposition erscheint wieder das erste Thema, allerdings mit veränderten Intervallfolgen. In der Durchführung wird die Melodie der Einleitung vom Klavier in immer wieder anderer, scharfer Harmonisierung und in ständig sich beschleunigendem Tempo ausgesponnen. Im Höhepunkt treten die Motive des ersten Themas wieder auf. Das Raue des Klangs erreicht dabei seinen Gipfel. Noch „brutaler“ als die Exposition klingt die Reprise. Das zweite Thema enthält eine rhythmische Deformation durch das veränderliche Metrum 2/4 und 3/4.

### Andante
Der zweite Satz stellt im Vergleich zu der bisherigen Konzertliteratur eine völlig andere und ungewöhnliche Musik dar, und zwar sowohl in der Konzeption des Klangs – mit Ausnahme des mittleren Abschnitts wird das Klavier nur durch Schlaginstrumente begleitet – als auch in der Gestalt des Hauptgedankens. Er basiert auf dem Anschlagen diverser Töne und Zusammenklänge im 3/8-Rhythmus. Ein kurzes Allegro bestehend aus rhythmischen Klängen der Schlaginstrumente und Glissandi der Posaunen leitet zum letzten Satz über.

### Allegro molto
Der dritte Satz ist freudig und temperamentvoll. Im Klavierpart erscheint das Hauptthema vor dem Hintergrund gleichmäßig pulsierender Quartakkorde der Streicher, das dem des ersten Satzes wegen der langen Wiederholung nur eines Klanges ähnelt. Diese Wiederholung wird dann von Hörnern und Pauken übernommen, darauf spinnt das Klavier einen melodischen Teil des Themas in wechselnder Diatonik. Das Thema ist grundsätzlich nur ein ständig wiederholter Ton mit geringen Abweichungen. Die Blechblasinstrumente spielen in diesem Satz eine wichtige Rolle, so übernehmen sie zusammen mit dem Klavier das zweite Thema, das zuvor eingeführt wurde, und entwickeln diese melodischen Motive in immer wieder anderen Versionen weiter.